# 68 km (Mołdawia)
68 km – przystanek kolejowy w miejscowości Drepcăuți, w rejonie Bryczany, w Mołdawii. Położony jest na linii Czerniowce – Ocnița.
Przystanek nie ma bezpośredniego połączenia z mołdawską siecią kolejową. Obsługiwany jest przez koleje ukraińskie.